# Rychnov (Krouna)
Rychnov je vesnice, část obce Krouna v okrese Chrudim. Nachází se asi 3 km na východ od Krouny. V roce 2015 zde bylo evidováno 99 adres. V roce 2001 zde trvale žilo 208 obyvatel.
Rychnov je také název katastrálního území o rozloze 5,89 km2. V katastrálním území Rychnov leží i Ruda.

## Historie
První písemná zmínka o obci pochází z roku 1392. 
Obec původně spadala do panství Rychmburského, později pod c.k. okresní soud Skutečský, Hejtmanství Vysoko-Mýtské. Unikátní je dochovaná barevná mapa vsi Rychnov z roku 1731 jejímž autorem je Ing. František Xaver Preitsch, v letech 1737–1765 zemský měřič. V pozemkové knize z roku 1731 bylo zapsáno 22 čísel popisných. Přičemž Urbář panství rychmburského z roku 1731 uvádí 8 sousedů (sedláků) a 14 chalupníků. Počet živností 7 selských a 13 chalupnických. Popis nemovitostí na panství rychmburského v Rychnově z roku 1777 již uvádí seznam 53 statků. A dále II. vojenské (Františkovo) mapování – Čechy z let 1852/53, mapový list O_10_X, uvádí u obce Rychnov 70 domů, 15 stodol a 80 mužských obyvatel.
K roku 1930: „Obec vykazuje dle sčítání v r. 1930 402 obyvatel, zaměstnaných z 90 % při hospodářství. Bydlí v 84 obytných staveních. V zimních měsících přivydělává si chudý zdejší lid tkaním koberců z juty po domácku. Ženy výdělečně vyšívají a u mnohých jest to jediným skrovným příjmem. Zdrojem poučeni a zábavy jest knihovna obecní, čítající 84 svazky, sokolská se 46 svazky a knihovna Hospodářského a čtenářského spolku, jež má 35 svazků. Jediným spolkem v obci, který přichází ve styk seširšim občanstvem, jest Tělocvičná jednota Sokol.
Zmínky zasluhuje prastará »Jeřábkova lípa«, jejíž věk jest těžko určiti. Pověst k ní se vztahující sahá až do války třicetileté, v kteréžto době byla snad již vykotlaná. Zmiňuje se o ni ve svých spisech i Tereza Nováková.“
Vápenky v Rychnově, které náležely do panství rychmburského prosluly již na počátku 18. století. Nalézaly se jihozápadně od obce (dnes návrší Vápenky). Pravděpodobně se zde získával i vláknitý azbest. Bylo zde až 6 pecí. Vápno bylo šedé, dobře schlo a vázalo, využívalo se zejména na panské stavby v rychmburském panství, k bílení se nehodilo.
V obci bylo mnoho haltýřů, například u čp. 35, 49, kde byly haltýře kamenné, nebo 51, 53, kde byly pravděpodobně i roubené.
Obec má vlastní malý hřbitov, spravovaný Farním sborem Českobratrské církve evangelické v Krouně. Vlastní kostel obec nikdy neměla, proto jsou k církevním účelům využívány katolické kostely v Pusté Kamenici a Krouně a evangelický kostel v Krouně.
Významnou osobností Rychnova byl řídící učitel obecné školy Josef Chalupník, který v obci působil 18 let (1905–1923). Velice dobře znal mentalitu kraje, proto byl dobrým rádcem spisovatelky Terézy Novákové především při psaní románu Děti čistého živého. Jeho zásluhou se také zachovaly místní pověsti o Jeřábkově lípě, o louce zvané Krkavky a o Hápově skále.

## Pamětihodnosti
- Zemědělský dvůr čp. 36
- Jeřábkova lípa
- Evangelický hřbitov[12]

## Galerie

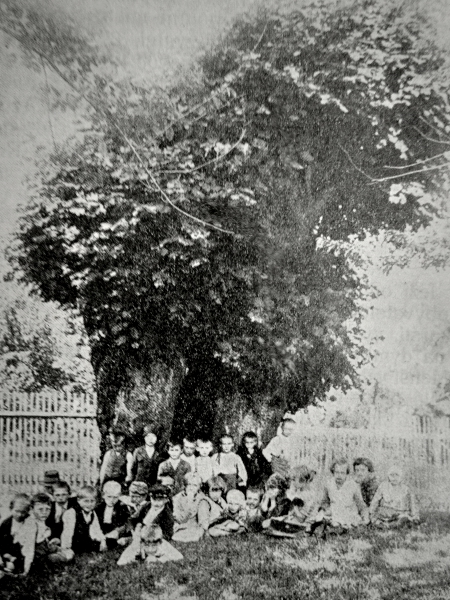
Jeřábkova lípa okolo roku 1930
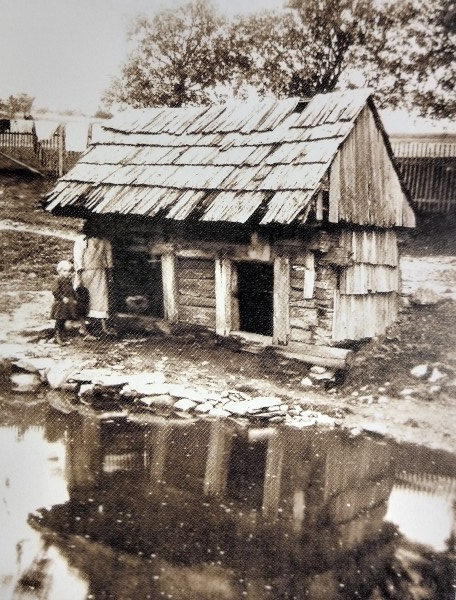
Jeden z mnoha haltýřů v Rychnově, stav kolem roku 1920
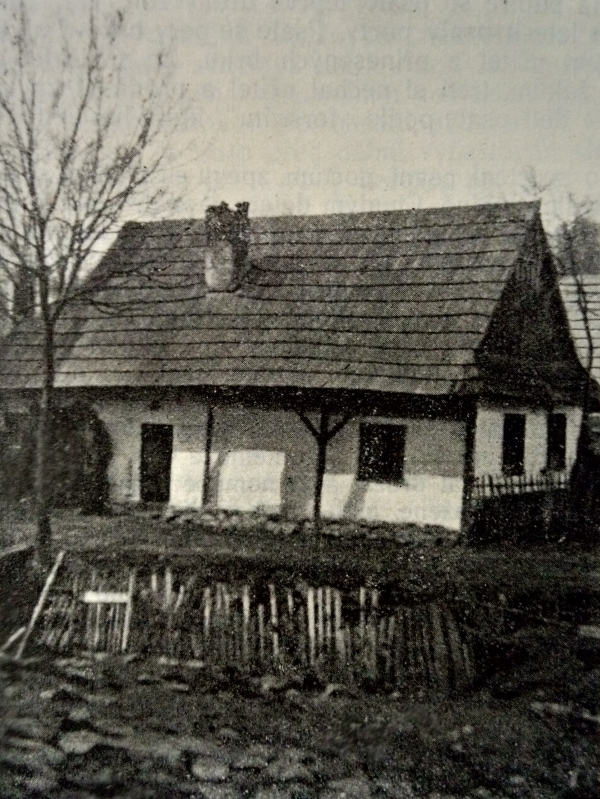
Evangelická škola v Rychnově, přibližně 1920